# Richard Bremmer

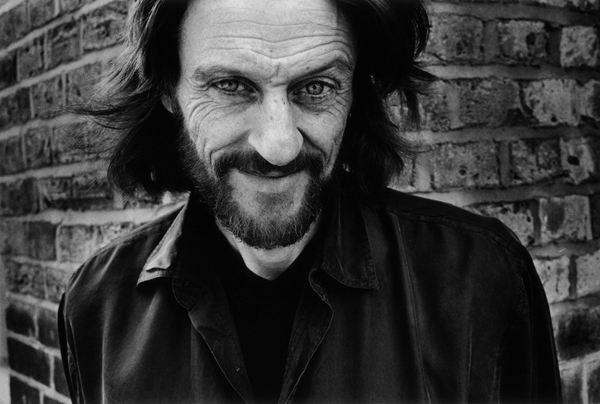
Richard Bremmer

Richard Bremmer (* 27. Januar 1953 in Warwickshire, England) ist ein britischer Schauspieler.
Bremmer ist als Charakterdarsteller tätig und trat in zahlreichen Fernsehserien und Fernsehfilmen auf. Auch in Kinofilmen ist er regelmäßig in kleineren Nebenrollen zu sehen; so verkörperte er zum Beispiel in Der 13te Krieger einen der 12 Wikinger oder in Harry Potter und der Stein der Weisen den Schwarzmagier Lord Voldemort.

## Filmografie (Auswahl)
- 1981: Couples and Robbers
- 1982: Made in Britain
- 1997: Richard II.
- 1997: Die Scharfschützen (Fernsehserie, Folge Sharpe’s Justice)
- 1998: Schuld und Sühne (Crime and Punishment)
- 1999: Der 13te Krieger (The 13th Warrior)
- 1999: Onegin – Eine Liebe in St. Petersburg (Onegin)
- 2001: Just Visiting – Mit Vollgas in die Zukunft (Just Visiting)
- 2001: Harry Potter und der Stein der Weisen (Harry Potter and the Philosopher’s Stone)
- 2002: Halbtot – Half Past Dead (Half Past Dead)
- 2002, 2006: Doctors (Fernsehserie, 2 Folgen)
- 2003: Shanghai Knights
- 2003: To Kill a King
- 2003: Sin Eater – Die Seele des Bösen (The Order)
- 2004: Ripper 2: Letter from Within
- 2004: Viper in der Faust (Vipère au poing)
- 2004: Von Hitlers Schergen gehetzt (The Aryan Couple)
- 2006: Agatha Christie’s Marple (Fernsehserie, Folge: Ruhe unsanft)
- 2006: Mr. Loveday's Little Outing
- 2007: Control
- 2014: Mr. Turner – Meister des Lichts (Mr. Turner)
- 2015: Im Herzen der See (In the Heart of the Sea)
- 2018: Das blutrote Kleid (In Fabric)
- 2018: The Alienist – Die Einkreisung (The Alienist, Fernsehserie, 1 Folge)
- 2022: Flux Gourmet